# Muzayna
Muzayna, Muzna eller Hazm, död 968, var en andalusisk haremskonkubin.   Hon var slavkonkubin till prins Muhammad ibn Abdullah, son till Abdallah ibn Muhammad, emir av Kalifatet Córdoba, och mor till kalifen Abd ar-Rahman III. 
Muzayna anges ursprungligen ha varit rumiyya (kristen). Hon kan ursprungligen ha hetat Maria.  Hennes ursprung har traditionellt sagts vara frankiskt eller baskiskt. Hon föll offer för saqalibaslavhandeln och placerades i emirens sons harem i Cordoba, där hon i enlighet med sed konverterade till islam och fick ett muslimskt namn. 
Hon blev 889 mor till den blivande kalifen. När hennes son besteg tronen 912 gav han henne hederstiteln umm Walad ('Mor-till-härskarens-barn') och hon fick som kalifens mor den högsta ställning en kvinna kunde ha vid kalifens hov.
Hennes livshistoria var inte ovanlig i den muslimska världen: nästan samtliga mödrar till Abbasidkalifatets härskare var slavar, och i Al-Andalus, där haremen befolkades med kvinnor importerade genom slavhandel från både Afrika (ofta berber) och det kristna Europa: mödrarna till Al-Hakam I (frankiskan Zukhruf), Al-Mundhir av Córdoba (berbern Athl), Abdallah ibn Muhammad (Ashshar) och Al-Hakam II (Murjan) var alla slavkonkubiner.